# James Johnson (Politiker, vor 1788)
James Johnson (* vor 1788 in Virginia; † 7. Dezember 1825 in Norfolk, Virginia) war ein US-amerikanischer Politiker. Zwischen 1813 und 1820 vertrat er den Bundesstaat Virginia im US-Repräsentantenhaus.

## Werdegang
Das Geburtsdatum und der Geburtsort von James Johnson sind nicht überliefert. Er besuchte die öffentlichen Schulen seiner Heimat und studierte danach am College of William & Mary in Williamsburg. Nach einem Jurastudium und seiner Zulassung als Rechtsanwalt begann er in Williamsburg in diesem Beruf zu arbeiten. Im Jahr 1788 gehörte er der Versammlung an, die die Verfassung der Vereinigten Staaten für Virginia ratifizierte. Politisch wurde er Mitglied der von Thomas Jefferson gegründeten Demokratisch-Republikanischen Partei. Zwischen 1797 und 1813 saß Johnson mehrfach im Abgeordnetenhaus von Virginia. Seit 1807 lebte er im Isle of Wight County, wo er ebenfalls als Anwalt praktizierte.
Bei den Kongresswahlen des Jahres 1812 wurde Johnson im 20. Wahlbezirk von Virginia in das US-Repräsentantenhaus in Washington, D.C. gewählt, wo er am 4. März 1813 die Nachfolge von Thomas Newton antrat. Nach drei Wiederwahlen konnte er bis zu seinem Rücktritt am 1. Februar 1820 im Kongress verbleiben. Diese Zeit war anfangs noch von den Ereignissen des Britisch-Amerikanischen Krieges geprägt.
Seit dem 1. Februar 1820 leitete James Johnson die Zollbehörde in Norfolk. Dort ist er am 7. Dezember 1825 auch verstorben.